# INS Sindhudhvaj
L'INS Sindhudhvaj (pennant number : S56) est un sous-marin de classe Sindhughosh de la marine indienne. 

## Conception
Construit en Russie, ce type de sous-marin (appelé « classe Kilo » par l’Organisation du traité de l'Atlantique nord) est à propulsion diesel-électrique. Il a un déplacement de 3076 tonnes en immersion, et une endurance allant jusqu’à 45 jours avec 52 membres d’équipage.

## Engagements
L’INS Sindhudhvaj a été mis en service le 12 juin 1987.

### Exercice de combat
En octobre 2015, lors d’un exercice appelé Malabar qui se tient chaque année entre l’Inde, le Japon et les États-Unis, l’INS Sindhudhvaj aurait réussi l’exploit de « couler » fictivement l’USS City of Corpus Christi, un sous-marin nucléaire d'attaque de classe Los Angeles américain. Selon la marine indienne, les sous-marins participant à l’exercice ont été chargés de se traquer les uns les autres dans le golfe du Bengale. Le Sindhudhvaj a enregistré le bruit du sous-marin nucléaire et a réussi à l’identifier positivement avant de se verrouiller dessus. Le navire indien a ensuite « coulé » l’USS City of Corpus Christi à l’aide de ses torpilles de 533 mm. Comme c’était un exercice, il n’y a pas eu de tir réel, a déclaré un officier de la marine indienne à India Today. 
Pour les néophytes, il peut sembler surprenant qu’un sous-marin de classe Kilo de construction russe soit capable de vaincre un sous-marin nucléaire d’attaque. Mais pour les spécialistes, ce n’est pas une énorme surprise. D’abord, la classe Los Angeles est une conception datée qui est lentement remplacée par les sous-marins de classe Virginia, plus récents et bien plus silencieux. De plus, il faut noter que nous ne connaissons pas les règles d’engagement ou les paramètres que les parties avaient convenus. En outre, il convient de noter qu’il existe une possibilité d’exagération. Enfin, c’est un fait avéré que la classe Kilo est extrêmement silencieuse et très performante en raison de son système de propulsion diesel-électrique. Fonctionnant à l’énergie électrique quand ils sont en immersion, les bateaux diesel-électriques ont été décrits comme « un trou dans l’eau » ou un « trou noir » et constituent un problème épineux pour la marine américaine. Développer des moyens de contrer de tels navires est une priorité pour Washington, car de nombreux adversaires potentiels comme la Chine et l’Iran exploitent de tels sous-marins. Les bateaux diesel-électriques sont généralement plus silencieux que les sous-marins nucléaires, cependant la marine américaine préfère les navires à propulsion atomique en raison de leur autonomie, de leur vitesse et de leur endurance. La mission mondiale de la marine américaine lui impose d’avoir des navires capables d’opérer de manière indépendante très loin du pays pendant de longues périodes. Les marines ayant une mission plus localisée peuvent se permettre d’exploiter des bateaux diesel-électriques à plus faible rayon d'action.

### Exercice de sauvetage
Le 2 juin 2019, l’INS Sindhudhvaj participe à un exercice de sauvetage sous-marin. Il joue le rôle d’un sous-marin en détresse, sur lequel vient s’accoupler un véhicule de sauvetage en immersion profonde (DSRV) basé à Visakhapatnam et mis en service l’année précédente. Ce petit sous-marin de sauvetage a la capacité de secourir le personnel d’un sous-marin en détresse jusqu’à une profondeur de 650 m et peut sauver 14 personnes à la fois. Il a la capacité de fonctionner même dans des conditions allant jusqu’à une mer de force 6. Le DSRV est conçu et fourni par James Fisher & Sons, au Royaume-Uni. Il dispose d’un radar sophistiqué et d’un véhicule télécommandé. Le DSRV est déjà utilisé par les États-Unis, l’Australie, la Chine, le Japon, Singapour, le Royaume-Uni, la Corée du Sud, la Russie, la France, la Norvège et l’Italie. Le personnel de l’INS Sindhudhvaj a été transferé avec succès à bord du DSRV. Un communiqué de la marine a déclaré que cet exercice réussi était une réalisation historique vers l’intégration du DSRV dans la marine indienne. L’Inde rejoint ainsi le groupe restreint de pays ayant une capacité de sauvetage sous-marin. Elle prévoit de devenir un centre d’excellence régional pour le sauvetage sous-marin et d’offrir de l’aide à d’autres pays amis dans la région de l’océan Indien.

### Retrait
La marine indienne a prévu de mettre hors service l’INS Sindhudhvaj dans le courant de l’année 2021. Son retrait marquera le début du processus d’élimination progressive de la classe Kilo qui a constitué l’épine dorsale de la flotte sous-marine de l’Inde depuis près de trois décennies. La cérémonie de désarmement devait avoir lieu à Bombay en avril 2021, mais elle a été retardée de deux mois dans l’attente des autorisations du ministère de la Défense. Il a finalement été retiré du service actif avant la fin de l'année 2021.
Le Sindhudhvaj a été acquis auprès de l’Union soviétique en 1987. Avec son retrait, la force sous-marine de l’Inde tombera à quatorze unités, dont sept du projet 877, surnommé «classe Kilo » par l’OTAN. L’Inde a acquis huit sous-marins de ce type entre 1986 et 1991. Elle a ensuite acquis deux autres sous-marins auprès de la fédération de Russie entre 1998 et 2000. Ils ont été les premiers sous-marins de la marine à pouvoir tirer sous la surface des missiles de croisière anti-navires et d’attaque terrestre, ce qui en fait un formidable multiplicateur de force. Une unité, l’INS Sindhurakshak, a été perdue dans un accident en 2013 et une seconde, l’INS Sindhuvir, a été transférée à la marine birmane en 2020.
Les sous-marins de classe Kilo sont remplacés par les sous-marins français de classe Scorpène, qui sont construits sous licence par Mazagon Dock Shipbuilders Ltd. Trois unités de la « classe Kalvari » ont jusqu’à présent été mis en service. Le troisième, l’INS Karanj, a été mis en service à Bombay le 11 mars 2021. Trois autres Scorpènes, les INS Vela, Vagir et Vagsheer, doivent être mis en service d’ici 2023. En dépit de ces arrivées, la marine indienne n’atteindra pas son objectif d’avoir une force de 24 sous-marins conventionnels. C’est en 1995 qu’elle en a été le plus proche, avec 20 sous-marins. Depuis lors, le rythme des départs à la retraite a dépassé celui des acquisitions.